# Piper sinugaudens
Piper sinugaudens är en pepparväxtart som beskrevs av C. Dc.. Piper sinugaudens ingår i släktet Piper och familjen pepparväxter. Inga underarter finns listade i Catalogue of Life.